# Frans Baeckelmans
Franciscus Clementinus (Frans) Baeckelmans (Antwerpen, 17 april 1827 - aldaar, 25 januari 1896) was een Antwerps bouwmeester. Hij ontwierp onder meer het Oude Justitiepaleis aan de Britselei en het Stuivenberghospitaal te Antwerpen.

## Leven

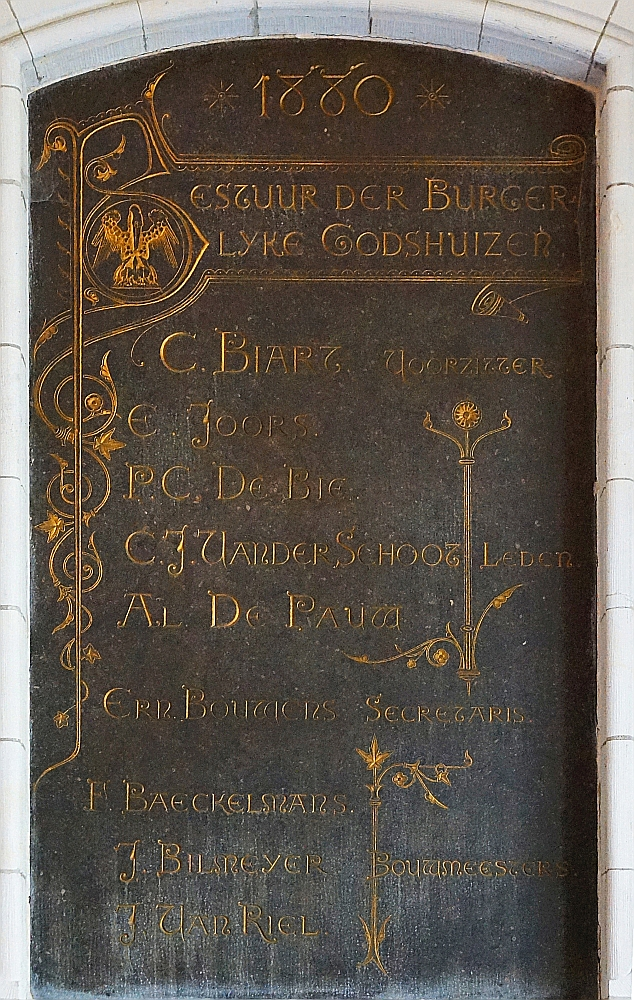
Stuivenberggasthuis - Antwerpen. Nabij de ingang bevindt zich een gedenksteen (anno 1880), die de Inrichtende Macht, alsook de namen van de bouwmeesters vermeldt.

Frans Baeckelmans  was de zoon van Petrus Joannes Baeckelmans en van Joanna Verbert. Hij was de broer van Louis Baeckelmans (Antwerpen, 25 februari 1835 - Antwerpen, 8 november 1871) die hetzelfde beroep uitoefende. Beiden werkten zeer nauw samen. Alhoewel Frans als eerste ter wereld kwam, leefde hij verscheidene jaren langer dan Louis. De kennis van het beroep "architect" verwierf hij hoofdzakelijk zonder georganiseerd onderwijs dienaangaande: hij was namelijk autodidact. Niettemin volgde hij lessen aan de Antwerpse Academie van 1845 tot 1848 en was leerling van Bergmans. Zijn oeuvre bestond uit kerken, woningen, kloosters en scholen. Op 13 december 1876 trad hij in het huwelijk met Joanna Maria Ludovica Van Meerbeeck.
Het ontwerp van het bekende Stuivenberghospitaal te Antwerpen is van zijn hand (getekend van 1872 tot 1873), maar de eigenlijke bouw (van 1877 tot 1884) werd geleid door zijn leerlingen: de architecten Jules Bilmeyer en Joseph Van Riel.
Louis ontwierp het beschermde Oude Justitiepaleis aan de Britselei te Antwerpen, maar ingevolge diens overlijden nam Frans de bouw over. Tegen de zuidelijke muur van de wandelzaal in dit gerechtsgebouw hangen bas-reliëfs die beide broers voorstellen en die ter hunner gedachtenis ontworpen werden door collega Ernest Dieltiens (1848 - 1920). Deze laatste tekende onder meer de plannen van de Sint-Norbertuskerk te Antwerpen.
Frans Baeckelmans was:
- in 1867 corresponderend lid van de Koninklijke Commissie voor Monumenten en Landschappen;
- vanaf 1875 lid van de Gilde van Sint-Thomas en Sint-Lucas;
- van september 1886 tot 1896 professor "Bouwkunde" aan het Hoger Instituut voor Schone Kunsten te Antwerpen;
- van oktober 1889 tot 1892 voorzitter van het "College van Professoren" aan ditzelfde Hoger Instituut voor Schone Kunsten.

Op zaterdag 25 januari 1896 gaf hij op 69-jarige leeftijd de geest. Zijn rouwdienst vond plaats op woensdag 29 januari 1896 om 10 uur in de St-Andrieskerk van zijn geboortestad.
Bij die gelegenheid huldigde Albrecht De Vriendt, directeur van de Antwerpse Academie, hem met de volgende woorden: "Slaap zacht, Frans Baeckelmans, de uur der rust was voor u gekomen. Naar uwen Schepper zijt gij teruggekeerd, en de dood heeft hereenigd wat zij gescheiden had: gij hebt uwen edelen broeder teruggevonden. Louis en Frans Baeckelmans -dat die onafscheidbare namen schitteren tussen die der doorluchtigste zonen van Antwerpen, en als heldere sterren in den kunsthemel blinken!".
Baeckelmans ligt begraven in een graf op de begraafplaats van Fredegandus te Deurne (Antwerpen), op perk P, waar eveneens zijn zoon Joseph Baeckelmans (Antwerpen, 29 december 1881 - Brussel, 23 september 1915) rust.

## Werken

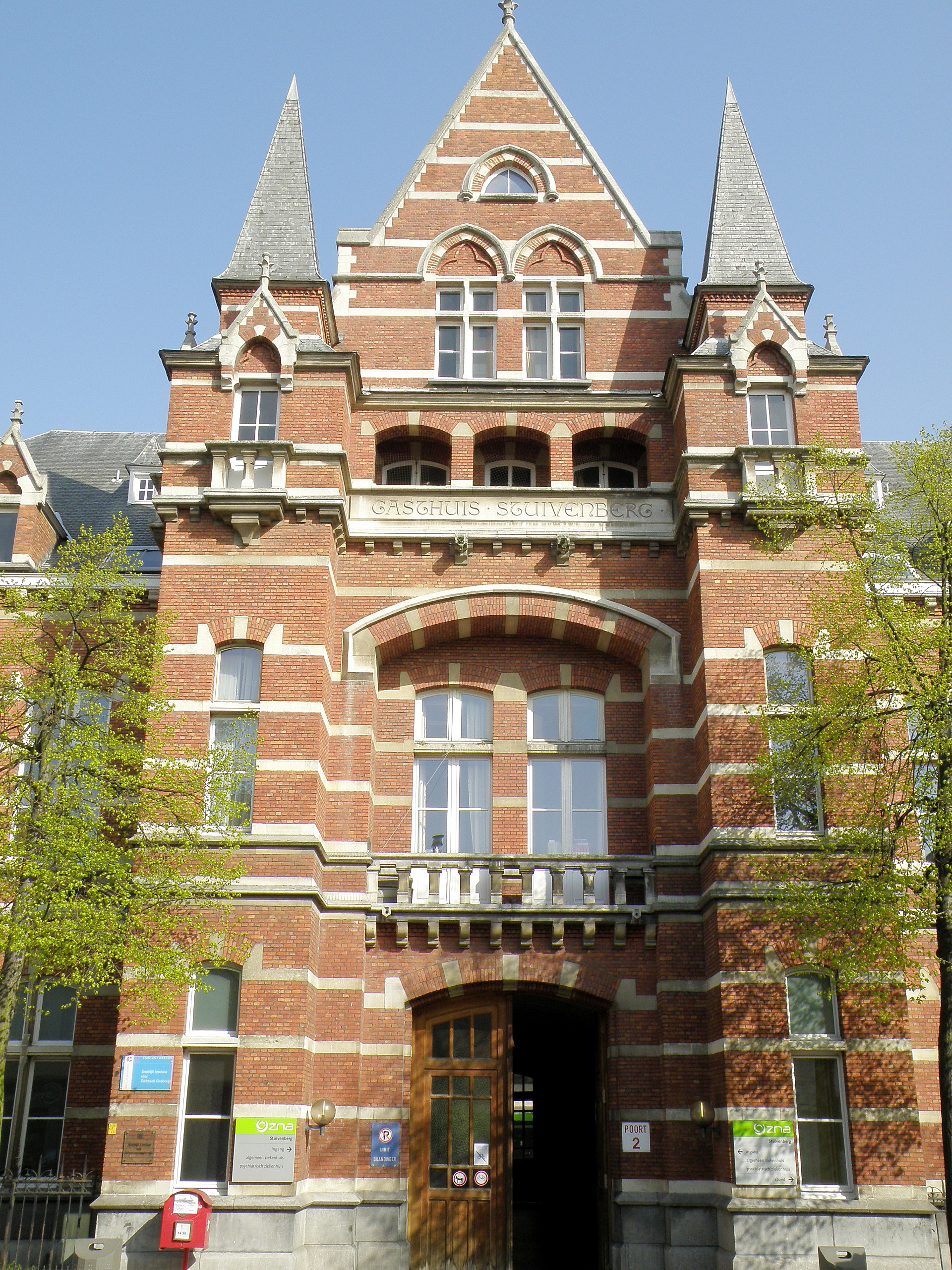
Stuivenberggasthuis - Antwerpen. Ingangsgebouw.

- Sint-Amanduskerk (Van Kerckhovenstraat, Antwerpen)
Plannen van Louis Baeckelmans (1865 tot 1869). Na diens dood afgewerkt van 1871 tot 1874 door broer Frans Baeckelmans. Uiteindelijke afwerking door Jules Bilmeyer en Joseph van Riel.
- Gerechtshof (Britselei, Antwerpen)
Plannen van Louis Baeckelmans (1871). Na diens dood gebouwd van 1871 tot 1874 door Frans Baeckelmans.
- OLV-instituut (School) (Verbondstraat, Antwerpen) (1873)
- St-Stephanuskerk (Sint-Stevens-Woluwe) (Zaventem)
Plannen van Frans Baeckelmans (van 1876 tot 1879), tezamen met A. Capronnier (Schaarbeek).
- Hospitaal Stuivenberg (Lange Beeldekensstraat, Antwerpen)
Plannen van Frans Baeckelmans (1872-1873), aangepast door Jules Bilmeyer en Joseph van Riel. Praktische uitvoering van 1877 tot 1884 door deze twee.
- Kapel van de Vrije Katholieke Normaalschool (Onder de Toren 14, Mechelen) (1879)
- Eclectische huizen (Frankrijklei 75-77, Antwerpen) (1881)
- Onze-Lieve-Vrouwe-Instituut (Amerikalei 38, Antwerpen)
Ontwerp van Frans Baeckelmans in 1883; in 1885 gebouwd in samenwerking met Paul Hens.
- Redemptoristenklooster (Hopland 47, Antwerpen) (1885)
- Basiliek van Notre-Dame de Bon-Secours (Péruwelz) (1885 tot 1892)
- Klooster van de Grauwzusters (Lange Sint-Annestraat 7, Antwerpen) (1887)
- Sint-Janskerk (Borgerhout)
In samenwerking met architect Hendrik Beyaert (1887 tot 1890).
- Restauratie van de Antwerpse Onze-Lieve-Vrouwe-kathedraal (1890-1896).
- Sint-Rochuskerk (Deurne) (1892 tot 1894)
- Klein Seminarie (Mechelen)
Bouw van de Sint-Thomasvleugel van 1893 tot 1894.
- Pastorij van de Sint-Rochuskerk (Sint-Rochusstraat 79, Deurne) (1894)
- Het altaar van de kapel van Onze-Lieve-Vrouw van de Hagelberg te Berendrecht (1895)
- Advies bij de verbouwing van de westelijke gevel van de Sint-Pauluskerk (Sint-Paulusstraat, Antwerpen) (1895-1896)
Uitvoering door de architecten A. Kockerols en F. Stuyck van 1895 tot 1901.

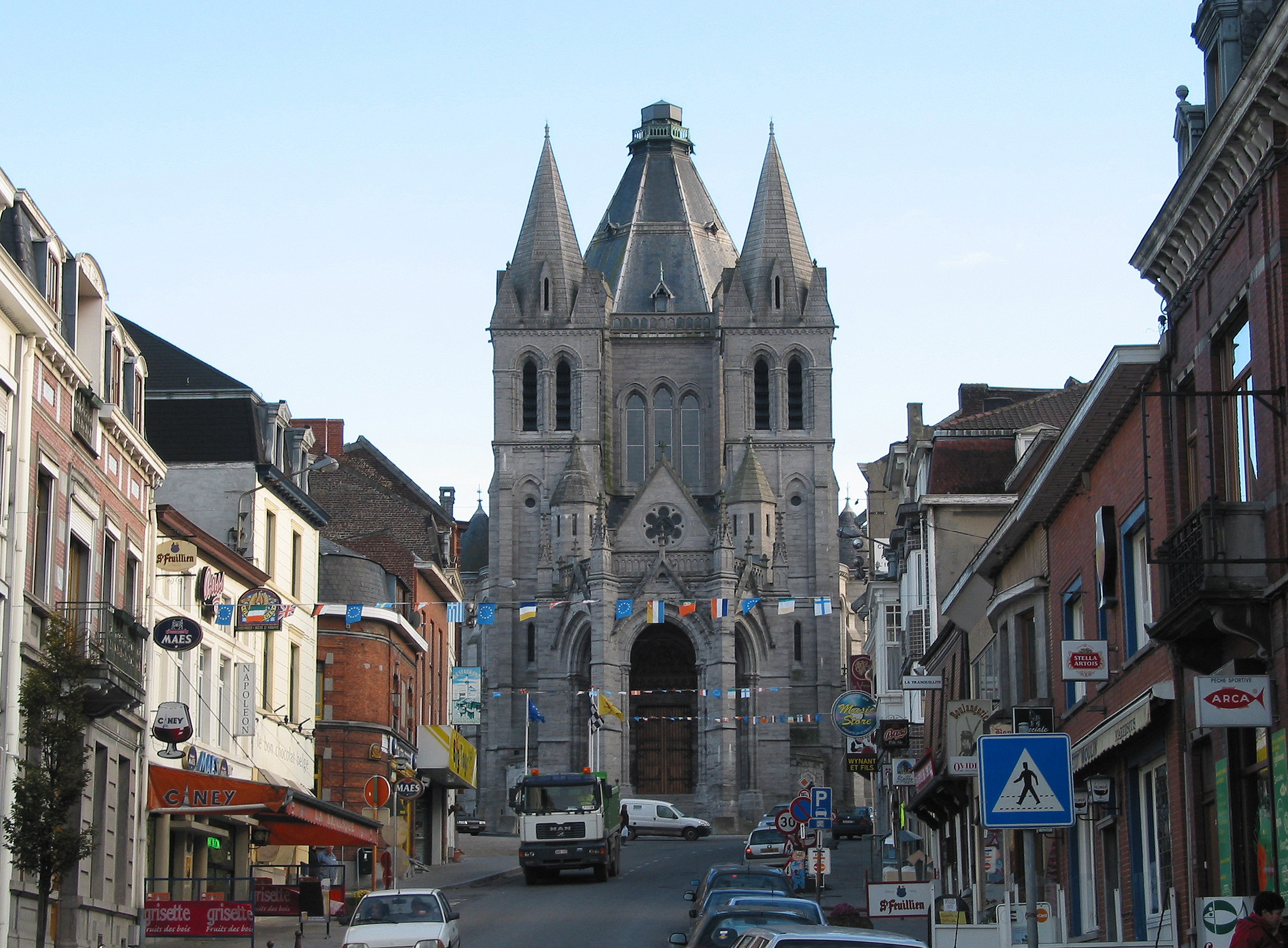
Basiliek van Basiliek van Notre-Dame de Bon-Secours in Péruwelz, tussen 1885 en 1892 gebouwd door architect Frans Baeckelmans.

- International Standard Name Identifier: 0000 0000 5243 6050
- Library of Congress Control Number: nr2007001070
- Virtual International Authority File: 14734466
- WorldCat: E39PBJhXcjqMdWTRF7RMqxtR8C